# Ambrowiec
Ambrowiec (Liquidambar L.) – rodzaj roślin należący do rodziny altyngiowatych (Altingiaceae). Obejmuje w zależności od ujęcia systematycznego albo ok. 5 gatunków albo w szerokim ujęciu włączane są tu gatunki z rodzajów altyngia Altingia i Semiliquidambar zwiększając ich łączną liczbę do ok. 15.
W węższym ujęciu zaliczane tu gatunki występują naturalnie w: Ameryce Północnej i Środkowej (jeden gatunek – ambrowiec balsamiczny), w Turcji i na Rodos (ambrowiec wschodni), pozostałe rosną w Azji południowo-wschodniej. W szerokim ujęciu dochodzą liczne gatunki o większym zasięgu w Azji rosnące na obszarze od Himalajów po Indonezję na południu i Koreę na północy. Drzewa te rosną w lasach, zwykle w miejscach wilgotnych, w dolinach strumieni i rzek. Kwiaty zapylane są przez wiatr.
Ambrowiec balsamiczny jest często sadzony jako drzewo ozdobne, m.in. z powodu intensywnych kolorów przebarwiających się jesienią liści. Jego balsamiczna żywica używana jest w medycynie, przemyśle kosmetycznym i spożywczym. Wykorzystywana jest także żywica ambrowca wschodniego. Ambrowce dostarczają też cenionego drewna.

## Morfologia

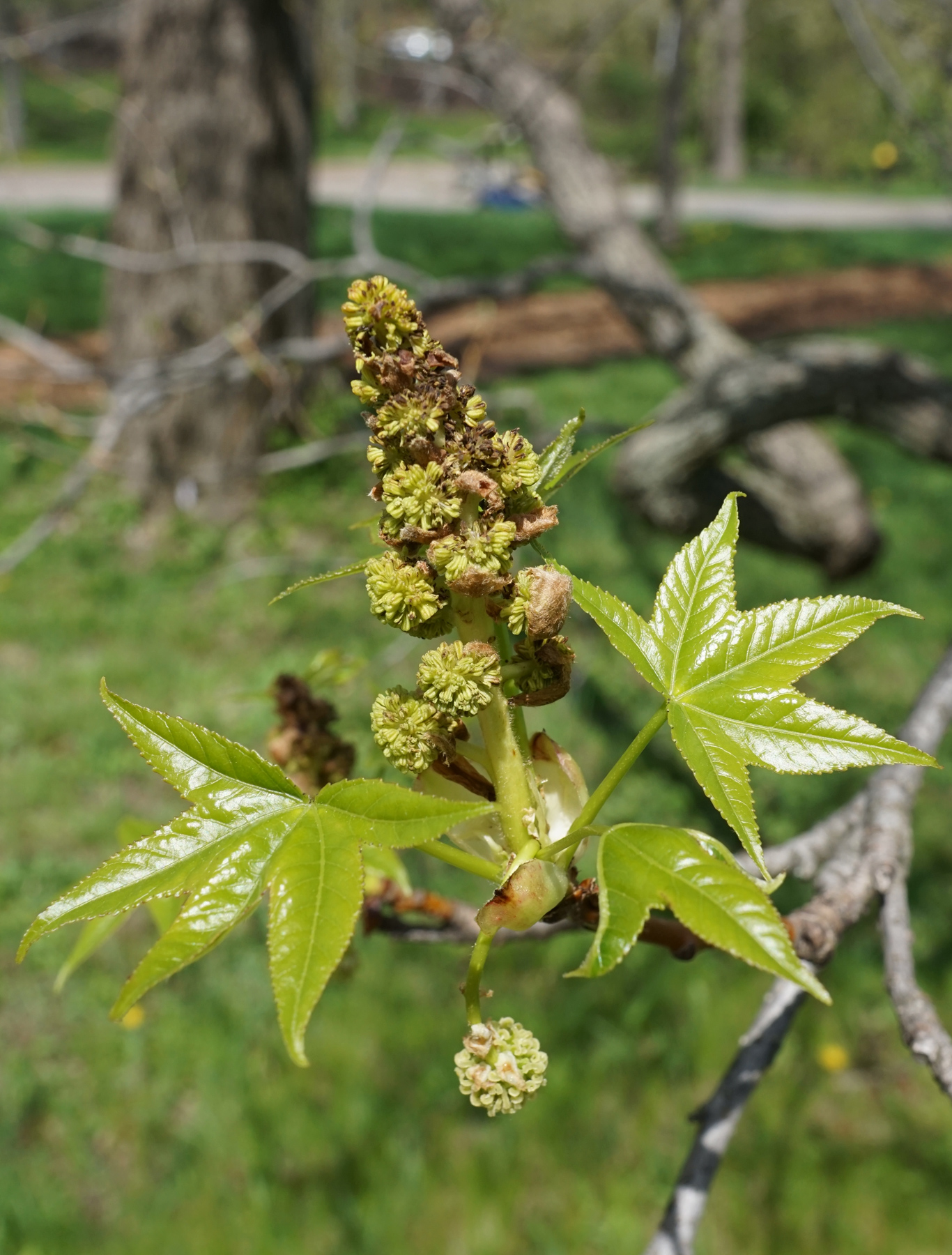
Kwiatostany ambrowca balsamicznego

PokrójSzybko rosnące drzewa osiągające ponad 40 m wysokości, o tęgich, sztywno rozpościerających się konarach i gałęziach często korkowato oskrzydlonych, kora jest szaro-brązowa, głęboko spękana. Młode pędy nagie lub pokryte pojedynczymi włoskami.
LiścieOpadające zimą lub w porze suchej, skrętoległe. Liście są długoogonkowe, wsparte równowąskimi, przylegającymi do ogonków liściowych i szybko odpadającymi przylistkami. Blaszka jest 3- do 7-klapowa, podobna do liści klonowych, do 20 cm długości, dłoniasto użyłkowanych. Nasada blaszki jest sercowata do uciętej, brzegi są gruczołowato piłkowane, klapy są zaostrzone. Liście skruszone lub roztarte są silnie aromatyczne.
KwiatyJednopłciowe, męskie i żeńskie zebrane w gęste, główkowate kwiatostany rozwijające się na końcach gałęzi (kwiatostany obu płci rozwijają się na tym samym drzewie). Kwiatostany męskie są wzniesione, a żeńskie zwieszone. W kwiatach obu płci okwiatu brak. W kwiatach męskich rozwija się 4–8 pręcików, w kwiatach żeńskich podobna liczba prątniczków i dwukomorowa zalążnia z dwoma szyjkami.
OwoceDrewniejące torebki zebrane w gęste, kuliste owocostany. Każda torebka zakończona jest trwałymi, zdrewniałymi, dwiema szyjkami słupka. Nasiona są oskrzydlone, przy czym z licznych zalążków rozwijają się w torebkach pojedyncze, czasem dwa oskrzydlone nasiona.

## Systematyka
Pozycja systematyczna
Rodzaj ten zaliczany jest do rodziny altyngiowatych (Altingiaceae) z rzędu skalnicowców (Saxifragales). Dawniej zwykle włączany był do rodziny oczarowatych (Hamamelidaceae).
Wykaz gatunków (w wąskim ujęciu)
- Liquidambar acalycina H.T.Chang
- Liquidambar cerasifolia (Wall. & Griff.) Voigt
- Liquidambar formosana Hance
- Liquidambar orientalis Mill.  – ambrowiec wschodni
- Liquidambar styraciflua L. – ambrowiec balsamiczny